# (4759) Åretta
(4759) Aretta, désignation internationale (4759) Åretta, est un astéroïde de la ceinture principale.

## Description
(4759) Aretta est un astéroïde de la ceinture principale. Il fut découvert le 7 novembre 1978 à l'Observatoire Palomar par Eleanor Francis Helin et Schelte J. Bus. Il présente une orbite caractérisée par un demi-grand axe de 3,18 UA, une excentricité de 0,18 et une inclinaison de 0,8° par rapport à l'écliptique.

## Compléments